# Jack Collison
Jack David Collison (2 de outubro de 1988) é um futebolista galês que atua como meio-campo. Atualmente joga pelo West Ham. 

## Carreira
Ainda jovem, começou sua carreira no Peterborough, passou pelo Cambridge United e aos 17 anos chegou ao West Ham. Fez sua estreia na Premier League no dia 1 de janeiro de 2008, contra o Arsenal. Em 11 de abril do mesmo ano, pela primeira vez começou como titular na derrota por 1 a 0 para o Bolton. Na temporada seguinte começou a ter mais espaço no time. Seu primeiro gol foi no dia 8 de novembro de 2008, em casa, na derrota por 3 a 1 para o Everton, depois de substituir Matthew Upson. Recebeu elogios do treinador. Depois marcaria mais dois gols naquela temporada. Marcou na goleada fora de casa sobre o Portsmouth e o da vitória em casa sobre o bom time do Manchester City.